# Banquise arctique

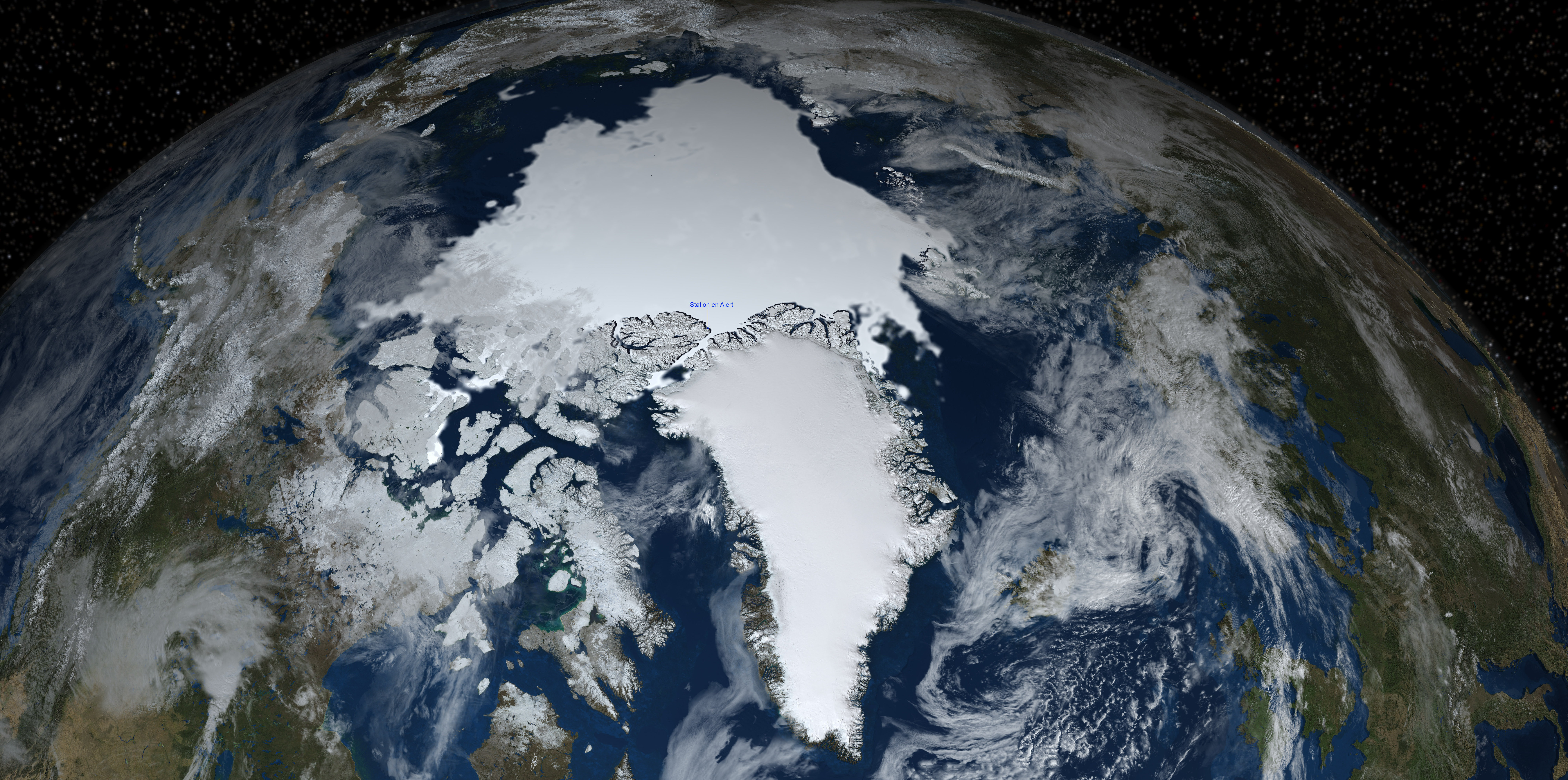
Image satellite de la région arctique montrant la banquise arctique à son extension minimale à la fin de l'été en septembre 2012.

La banquise arctique est la banquise de mer qui se forme sur une partie de l'océan Arctique, autour du pôle Nord, au-devant des côtes du Groenland, du Nord canadien, de l'Alaska et de la Russie. Son extension est maximale au cours de l'hiver et minimale au cours de l'été, sans jamais disparaitre totalement.
Sa superficie et son épaisseur diminuent en raison du changement climatique, dont les effets sont particulièrement prononcés dans l'Arctique. Soumise à de forts courants marins, la banquise arctique se déplace et se déforme constamment, entraînant à la dérive les icebergs et les navires qu'elle aurait pu piéger.